# Almenara (ort)
Almenara är en ort i Brasilien.   Den ligger i kommunen Almenara och delstaten Minas Gerais, i den östra delen av landet, 800 km öster om huvudstaden Brasília. Almenara ligger 193 meter över havet och antalet invånare är 29 333.
Terrängen runt Almenara är huvudsakligen kuperad, men åt nordost är den platt. Det finns inga andra samhällen i närheten.
Omgivningarna runt Almenara är huvudsakligen savann. Runt Almenara är det glesbefolkat, med 20 invånare per kvadratkilometer.